# أوفيديو بالي
أوفيديو بالي (مواليد 14 فبراير 1975) هو ملاكم روماني، مثّل بلاده في الألعاب الأولمبية الصيفية 1996.

## روابط خارجية
أوفيديو بالي على موقع أوليمبيديا (الإنجليزية)